# Assedio di Lisbona
L'assedio di Lisbona, dal 1º luglio al 25 ottobre del 1147, è l'azione militare che portò la città di Lisbona sotto il controllo definitivo dei portoghesi e scacciò i Mori. L'assedio di Lisbona fu una delle poche vittorie cristiane durante la Seconda Crociata ed è considerata come una battaglia cruciale della più estesa Reconquista.
La caduta di Edessa nel 1144 condusse alla richiesta di una nuova crociata da parte di Papa Eugenio III nel 1145 e 1146. Nella primavera del 1147, il Papa autorizzò la crociata nella Penisola Iberica. Egli autorizzò inoltre Alfonso VII di Castiglia ad unire le sue campagne contro i Mori con il resto della Seconda Crociata. Nel maggio del 1147, il primo contingente di crociati partì da Dartmouth, in Inghilterra per la Terra santa. Ma le condizioni climatiche avverse obbligarono le navi a fermarsi lungo le coste portoghesi, attraccarono presso la città di Porto, nel nord del Portogallo il 16 giugno del 1147. In quel luogo furono convinti ad incontrare il Re Alfonso I.
I crociati concordarono di aiutare il Re nell'attacco a Lisbona grazie ad un solenne accordo che offriva ad essi la possibilità del saccheggio dei viveri della città e del denaro del riscatto per i prigionieri previsti. L'assedio iniziò il primo giorno di luglio. Dopo quattro mesi, il 24 di ottobre, i governanti Mori si arresero, principalmente a causa della scarsità di cibo nella città. La maggior parte dei crociati si stabilì nella città appena liberata, ma alcuni di essi salparono a bordo della loro nave e continuarono il cammino verso la Terra Santa. Lisbona divenne infine la capitale del Regno del Portogallo nel 1255.

## Seconda Crociata
La caduta di Edessa condusse Papa Eugenio III a richiedere una nuova Crociata nel 1145 e nel 1146. Nella primavera del 1147, il Papa autorizzò inoltre una crociata nella Penisola iberica, dove la guerra contro i Mori stava andando avanti da centinaia di anni.
All'inizio della Prima Crociata nel 1095, Papa Urbano II aveva esortato i crociati iberici (Portoghesi, Castigliani, Leonesi, Aragonesi e altri) a rimanere a casa, luogo di una guerra che veniva considerata degna quanto quella dei crociati in Terra santa. Papa Eugenio III incoraggiò Marsiglia, Pisa, Genova, ed altre città marittime del Mediterraneo ad andare a combattere nella Penisola Iberica. Egli autorizzò inoltre Alfonso VII di Castiglia ad unire le sue campagne di guerra contro i Mori con il resto della Seconda Crociata.
Il 19 maggio 1147 il primo contingente di crociati partì da Darmouth in Inghilterra con uomini delle più diverse origini: Fiamminghi, Frisoni, Normanni, Inglesi, Scozzesi, e altri da Colonia, che insieme si consideravano Franchi. Nessun principe o re comandava questa parte della crociata: l'Inghilterra a quel tempo si trovava nel mezzo dell'Anarchia. La flotta era comandata da Hervey de Glanvill, Conestario di Suffolk. Alcuni tra gli altri capitani di Crociata erano Arnout IV, conte di Aarschot, Chrétien de Ghistelles, Simon of Canterbury, Andrew of London, Saher de Archelle.

### Sforzi reindirizzati
Secondo quanto riferisce lo storico Oddone di Deuil c'erano 164 navi dirette verso la Terra santa, e potrebbero essercene state 200 quando raggiunsero la costa portoghese ad attraccarono nella città di Porto a causa delle pessime condizioni climatiche. In quel luogo i crociati furono convinti dal vescovo Pedro Pitões ad incontrare il Re del Portogallo Alfonso I. Il Re, che aveva raggiunto il fiume Tago e aveva conquistato Santarém nel mese di marzo, stava anche negoziando con il Papa per il riconoscimento del suo titolo di Re. Egli fu avvertito dell'arrivo della prima parte del gruppo di crociati e si affrettò per incontrarli.
I guerrieri decisero di aiutarlo nella riconquista di Lisbona. Alfonso promise di dividere i territori conquistati tra i capi della crociata come feudi. Egli si riservò il potere di advocatus e sollevò coloro i quali erano all'assedio e i loro eredi che commerciavano in Portogallo dalla tassa commerciale chiamata la pedicata. Gli inglesi inizialmente non erano entusiasti di partecipare ma Hervey de Glanvill li convinse. Gli ostaggi furono scambiati come garanzia per i giuramenti.

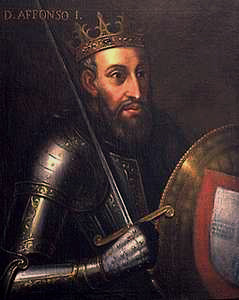
Alfonso I del Portogallo in un ritratto non contemporaneo.

### La caduta di Lisbona
L'assedio di Lisbona iniziò il primo luglio. I cristiani catturarono in breve tempo i territori circostanti Lisbona e assediarono le mura della stessa città, nonostante i Musulmani che difendevano Lisbona fossero riusciti a distruggere le loro armi da assedio. Dopo quattro mesi, il 21 ottobre, i governanti Mori si arresero, principalmente a causa della scarsità di cibo in città, che stava dando rifugio alle popolazioni dislocate nella zona da Santarém alle città di Sintra, Almada e Palmela. Dopo una breve insurrezione violenta, che i cronisti Anglo-Normanni attribuiscono agli uomini di Colonia e ai Fiamminghi, i conquistatori Cristiani entrarono in città il 25 ottobre. I termini della resa prevedevano che la guarnigione musulmana fosse risparmiata e potesse le conservare le sue proprietà. Tuttavia, appena i Cristiani entrarono a Lisbona, queste condizioni non furono rispettate e le forze occupanti si diedero al saccheggio.
(Osberno, De expugnatione Lyxbonensi)

## Conseguenze
La maggior parte dei crociati si stabilì nella città appena conquistata, ma altri salparono con le navi e continuarono verso la Terra Santa. Nonostante la natura negoziale della resa della città, una leggenda narra che essa derivò dal sacrificio del nobile e guerriero portoghese Martim Moniz, che utilizzò il suo stesso corpo per tenere le porte del Castello di São Jorge aperte così da permettere la sua presa da parte dell'esercito dei Cristiani. Lisbona divenne la capitale del Regno di Portogallo nel 1255. La vittoria fu un punto di svolta nella storia del Portogallo e della Reconquista, che venne completata nel 1492.

### Altre letture
- Oddone di Deuil, De profectione Ludovici VII in orientem. Edito e tradotto da Virginia Gingerick Berry. Columbia University Press, 1948.
- Kenneth Setton (a cura di) A History of the Crusades, vol. I. University of Pennsylvania Press, 1958.
- Osbernus, De expugnatione Lyxbonensi o The Capture of Lisbon On-line excerpt, in Inglese.